# Proceso Δ² de Aitken
En análisis numérico, el método o proceso Δ² de Aitken es un método de aceleración de la convergencia. Lleva el nombre de Alexander Aitken, quien introdujo este método en 1926. Su forma primitiva era conocida por Kōwa Seki (finales del siglo XVII) y fue encontrado en la rectificación del círculo, es decir, el cálculo de {\displaystyle \pi }. Es muy útil para acelerar la convergencia de una sucesión que converge linealmente.
Cuando se aplica el método de Aitken a una sucesión obtenida mediante una iteración de punto fijo se conoce como método de Steffensen.

## Definición
Dada una sucesión {\displaystyle x={(x_{n})}_{n\in \mathbb {N} }}, se calcula la nueva sucesión {\displaystyle {\hat {x}}={({\hat {x}}_{n})}_{n\in \mathbb {N} }} definida como
{\displaystyle {\hat {x}}_{n+2}=x_{n+2}-{\frac {(x_{n+2}-x_{n+1})^{2}}{x_{n+2}-2\,x_{n+1}+x_{n}}}}.
Si se emplea el operador Δ de las diferencias progresivas definido como 
{\displaystyle \Delta x_{n}=x_{n+1}-x_{n}.}
{\displaystyle \Delta ^{2}x_{n}=\Delta (\Delta x_{n})=x_{n+2}-2x_{n+1}+x_{n}}
también puede escribirse como:
{\displaystyle {\hat {x}}_{n+2}=x_{n+2}-{\frac {(\Delta x_{n+1})^{2}}{\Delta ^{2}x_{n}}}}

## Propiedades
El proceso Δ² de Aitken es un método de aceleración de la convergencia, y en particular un caso de transformación no lineal de una sucesión.
{\displaystyle x} converge linealmente a {\displaystyle \ell } si existe un número μ ∈ (0, 1) tal que
{\displaystyle \lim _{n\to \infty }{\frac {|x_{n+1}-\ell |}{|x_{n}-\ell |}}=\mu .}
El método de Aitken acelerará la sucesión {\displaystyle x_{n}} si y solo si {\displaystyle \lim _{n\to \infty }{\frac {{\hat {x}}_{n}-\ell }{x_{n}-\ell }}=0.}
Aunque la nueva sucesión no converge en general de forma cuadrática, se puede demostrar que para un método de punto fijo, es decir, para una sucesión {\displaystyle x_{n+1}=f(x_{n})} para alguna función iterada {\displaystyle f}, convergiendo hacia un punto fijo, la convergencia es cuadrática. En este caso, la técnica se conoce como método de Steffensen.

## Ejemplos

### Ejemplo 1 (Aceleración de una sucesión)
El valor de {\displaystyle {\sqrt {2}}\approx 1.4142136} puede aproximarse mediante la sucesión {\displaystyle a_{n}} con valor inicial {\displaystyle a_{0}=1} definida de manera iterativa como:
{\displaystyle a_{n+1}={\frac {a_{n}+{\frac {2}{a_{n}}}}{2}}.}
| n | x = valor iterado | y = valor calculado |
| 0 | 1                 | 1.4285714           |
| 1 | 1.5               | 1.4141414           |
| 2 | 1.4166667         | 1.4142136           |
| 3 | 1.4142157         | --                  |
| 4 | 1.4142136         | --                  |

### Ejemplo 2 (Aceleración de una serie)
El valor de {\displaystyle {\frac {\pi }{4}}} puede calcularse como una suma infinita:
{\displaystyle {\frac {\pi }{4}}=\sum _{n=0}^{\infty }{\frac {(-1)^{n}}{2n+1}}\approx 0.785398}
| n | término       | x = suma parcial | Ax         |
| 0 | 1             | 1                | 0.79166667 |
| 1 | -0.33333333   | 0.66666667       | 0.78333333 |
| 2 | 0.2           | 0.86666667       | 0.78630952 |
| 3 | -0.14285714   | 0.72380952       | 0.78492063 |
| 4 | 0.11111111    | 0.83492063       | 0.78567821 |
| 5 | -9.0909091e-2 | 0.74401154       | 0.78522034 |
| 6 | 7.6923077e-2  | 0.82093462       | 0.78551795 |
| 7 | -6.6666667e-2 | 0.75426795       | --         |
| 8 | 5.8823529e-2  | 0.81309148       | --         |